# 庄司悟
庄司 悟（しょうじ さとる、1970年5月20日 - ）は、近畿地方と広島県を拠点に活動している日本のDJ、ラジオパーソナリティ。セイプロダクション所属。愛称は庄司アニキ。

## 来歴
富山県出身。大学時代にはアメリカで生活していた。その頃に現地で聴いていたFMラジオをきっかけにDJを志す。
DJになる前、ホテルに半年間勤めていたことがある。また帰国直後には、ラジオ局でADをしていたこともある。
活動拠点の1つである広島県では、バー「beat 50」のオーナーも務めている。

## 出演

### テレビ番組
- CLUB DUO（テレビ大阪）
- 生！ワイドMJ（Music Japan TV）

### ラジオ番組
fm osaka
- JayｰLand Shuffle
- ASA-REN5
- BUZZ ROCK 2000
- RIVERSIDE DAYLIGHT（2003年10月 - 2005年3月）
- afternoon navigator（2005年4月 - 2007年3月） - 水曜・木曜パーソナリティ
- SATURDAY SPORTS BAR（2005年4月[6] - 2006年9月） - 2代目パーソナリティ
- 庄司悟のアサイチBANG!（2006年10月 - 2007年7月）
  - 庄司悟のアサニBANG!（2007年4月 - 7月）
- Scramble（2007年4月 - 9月） - 火曜パーソナリティ
- MUSIC COASTER（2007年10月 - 2010年9月）
- RUBBER SOUL presents BEATLEQUEST（2010年10月 - 2011年9月）

Kiss FM KOBE
- 三宮駅西口で。（2013年9月 - 2015年3月）
- ひめラジ（2015年4月 - 2017年8月）
- 神戸マツダ presents 庄司悟ドライブSHOW!!〜Be a driver project 2nd〜（2017年4月 - 2019年3月）
- 4 SEASONS 火曜 庄司悟のそよ風RADIO（2018年6月 - 2019年5月）

HFM
- HFM beat 50（2001年7月 - 2005年3月）
- 庄司悟のリクエスト魂
  - 第1期（2005年4月 - 2014年3月）
  - 第2期（2020年4月 - 2021年3月）
- We Love Thunders!（2007年10月 - 2010年3月）
- THE 男道（2012年4月 - 2013年3月） - 火曜・木曜パーソナリティ[7]
- Honda Cars 広島 presents Chat & Drive（2012年4月 - 2013年3月）
- 庄司悟のカウントダウン魂（2014年4月 - 2020年3月）
- Satoruman50〜半世紀少年ミュージックショー（2021年4月 - ）

### テレビCM
- 三菱自動車工業
- なんばウォーク
- カプコン
- POWER'S

### ラジオCM
- 富士通テン ECLIPSE
- HONDA
- 毎日新聞
- ウドー音楽事務所